# Aïn Tallout
Ain Tallout là một đô thị thuộc tỉnh Tlemcen, Algérie. Dân số thời điểm năm 2008 là 10.286 người.